# Neocleptria spinosa
Neocleptria spinosa är en fjärilsart som beskrevs av Walker 1887. Neocleptria spinosa ingår i släktet Neocleptria och familjen nattflyn. Inga underarter finns listade i Catalogue of Life.